# Obereopsis auriceps
Obereopsis auriceps là một loài bọ cánh cứng trong họ Cerambycidae.